# Harry Hillman
Harry Livingston Hillman jr. (Brooklyn, 8 settembre 1881 – Hanover, 9 agosto 1945) è stato un ostacolista e velocista statunitense, vincitore di tre medaglie d'oro ai Giochi olimpici del 1904.

## Biografia
Harry Hillman fu membro di tre squadre olimpiche all'inizio del XX secolo, nonché allenatore di successo al Dartmouth College.
Hillman vinse tre medaglie d'oro alle Olimpiadi del 1904 di Saint Louis, vincendo i 400 m piani, i 200 m a ostacoli bassi ed i 400 m ostacoli. Ottenne tempi da record olimpico in tutte e tre le gare, ma abbatté un ostacolo nei 400 m, il che significò che il suo tempo di 53"0 non poté essere conteggiato come record del mondo (il record era fermo a 56"4 dal 1896). A questo va però anche aggiunto che la gara venne corsa con ostacoli troppo bassi (76 m, invece dei normali 91).
In viaggio verso la Grecia per i Giochi olimpici intermedi del 1906, Hillman fu uno della mezza dozzina di atleti che rimasero feriti da una gigantesca ondata che spazzò il ponte della nave su cui viaggiava. Finì solo quarto nei 400 m, l'unica gara che corse nell'edizione di quell'anno.
Hillman vinse una medaglia d'argento nei 400 m ostacoli ai Giochi olimpici del 1908. Lui e Charles Bacon, un altro statunitense, passarono simultaneamente sopra l'ultimo ostacolo, ma Bacon giunse primo sul nastro d'arrivo, vincendo con il Record del mondo di 55"0. Il 24 aprile 1909, Hillman e Lawson Robertson stabilirono un record che non è mai stato eguagliato, correndo le 100 iarde a tre gambe in 11 secondi netti. Hillman vinse quattro titoli dell'AAU, due sui 200 m e due sui 400 m ostacoli.
Ritiratosi dalle competizioni divenne allenatore di atletica al Dartmouth College, dal 1910 alla sua morte. Hillman consigliava agli ostacolisti di ingoiare uova crude, che egli riteneva "eccellenti per la respirazione e lo stomaco". Fece parte del team di allenatori di atletica della squadra olimpica statunitense nel 1924, nel 1928, e nel 1932. Uno dei suoi atleti più famosi fu l'ostacolista Earl Thomson, vincitore della medaglia d'oro sui 110 m ostacoli ai Giochi olimpici del 1920. Morì il 9 agosto 1945 a 63 anni, 30 giorni prima di compierne 64.

## Palmarès
| Anno | Manifestazione            | Sede        | Evento    | Risultato | Prestazione | Note            |
| ---- | ------------------------- | ----------- | --------- | --------- | ----------- | --------------- |
| 1904 | Giochi olimpici           | Saint Louis | 400 metri | Oro       | 49"2        | Record olimpico |
| 1904 | Giochi olimpici           | Saint Louis | 200 hs    | Oro       | 24"6        | Record olimpico |
| 1904 | Giochi olimpici           | Saint Louis | 400 hs    | Oro       | 53"0        |                 |
| 1906 | Giochi olimpici intermedi | Atene       | 400 metri | 4º        |             |                 |
| 1908 | Giochi olimpici           | Londra      | 400 hs    | Argento   | 55"3        |                 |